# Vesicularia rotundifolia
Vesicularia rotundifolia là một loài Rêu trong họ Hypnaceae. Loài này được (S. Okamura) Sakurai miêu tả khoa học đầu tiên năm 1932.